# Canan Gerede
Canan Gerede (anhörenⓘ* 1948 in New York City) ist eine türkische Filmregisseurin und Drehbuchautorin.
Gerede studierte zunächst Theater-Improvisation, zuerst in Caracas, Venezuela, später an der „American Academy of Dramatic Arts“ in New York. Sie wechselte dann in das Fach Dokumentarfilm.
Ihre ersten Arbeiten waren für das türkische Fernsehen 1977. Von 1978 bis 1982 arbeitete sie mit Yılmaz Güney als Assistentin an dem Projekt „Yol – Der Weg“. Für den deutschen Film Germany under Thorns schrieb sie 1983 das Drehbuch und war im selben Jahr Ko-Produzentin für Thomas Harlans Wundkanal. Danach drehte sie mehrere Dokumentarfilme, wie „Pass the bludwurst please“ (1987), „Abidine, can you paint paintness“ (1988) und „Women in Pakistan“ (1993).
Für den Film „Love Colder Than Death“ (1995) erhielt sie auf dem 6. Kölner Filmfest die Auszeichnung als Bester Film.
Canan Gerede ist die Mutter von Bennu Gerede (* 1973). 

## Filmographie
- 1987: The other side
- 1987: Pass the bludwurst please
- 1988: Abidine, can you paint paintness
- 1991: Roberts movie
- 1993: Women in Pakistan
- 1995: Love Colder Than Death (Originaltitel: Aşk Ölümden Soğuktur)
- 1999: The Split